# Ruisseauville
Ruisseauville är en kommun i departementet Pas-de-Calais i regionen Hauts-de-France i norra Frankrike. Kommunen ligger i kantonen Fruges som tillhör arrondissementet Montreuil. År 2022 hade Ruisseauville 208 invånare.

## Befolkningsutveckling
Antalet invånare i kommunen Ruisseauville
| Referens: INSEE |